# All Too Human
All Too Human is een Amerikaanse progressivemetalband. 

## Artiesten
- Don DuZan - vocalist
- Clint Wilson - gitarist
- Maurice Taylor - bassist
- Chris Lucci - drummer

## Vroegere leden
- Paul Vander - vocalist
- Chris McIuan - gitarist

## Discografie
- 1998 - Forever And A Day
- 2002 - Entropy